# 腳印拓取
腳印拓取，或译为足跡蒐集（Footprinting），俗称“踩点”。是黑客入侵预定目标如服务器检测目标有何漏洞搜集有用信息资讯再最终制定入侵方案的方法之一，另一种一般为扫描。

## whois
可以在域名机构网站如apnic （页面存档备份，存于）查询到一些域名注册者所有者的社会信息，黑客利用这些信息为入侵提供方便
Whois search还可以查询到IP的注册公司信息

## 其它社交工程踩点方法
Google的缓存快照功能可以查询到已经不存在的页面，以及用nslookup程序探测域名的域名系统信息
还可以探测预入侵目标的操作系统信息，为网络入侵做好准备